# Luc Varenne
Luc Varenne (nom obtenu officiellement par arrêté royal), né Alphonse Tetaert le 8 février 1914 à Tournai (province de Hainaut) et mort le 30 avril 2002, est un journaliste sportif belge lié à la RTBF.

## Biographie
Alphonse Tetaert naît le 8 février 1914 à Tournai en Wallonie. Il est issu d'un père métallurgiste et d'une mère coiffeuse. C'est comme jeune instituteur qu'il s'engage dans la Légion étrangère, au 1er Régiment d'Infanterie, sous le matricule militaire 78 195 en 1938 et combat notamment l'Afrika Korps de Rommel en Tunisie. Il y obtint le grade de sergent et, à la fin de son engagement, rejoint en mai 1941 l'Angleterre où par un concours de circonstances il est engagé pour présenter l'émission de la radio nationale belge, Radio Belgique : Les Belges vous parlent de Londres... de novembre 1943 jusqu'à la libération.
Les 15 premiers jours de l'année 1945, il est le responsable en tant que rédacteur en chef du Journal parlé.
À partir du 15 mars 1945, il devint commentateur sportif. Ainsi, il débute par des reportages de matchs de football (son tout premier match est une rencontre entre la Belgique et l'Angleterre) et crée la première émission de radio en dehors des journaux d'informations : Le quart d'heure du sport. Il commente trente tours de France et est l'un des plus grands supporters du champion cycliste belge Eddy Merckx,.
De 1955 à 1963, il anime la rubrique Allo, allo ici Luc Varenne dans l’hebdomadaire de bande dessinée Tintin. Au cinéma, il est acteur dans Le Circuit de minuit d'Ivan Govar en 1956.
Il est célèbre pour son style volubile et ses commentaires passionnés : les gens regardaient l’événement sportif à la télévision sans le son, pour pouvoir l’écouter simultanément à la radio.
L'un de ses reportages les plus célèbres a eu lieu lors de la finale européenne de la Coupe Davis en 1957. Il tient l'antenne cinq heures d'affilée pour le double (victorieux) Washer-Brichant contre les Italiens Pietrangeli-Merlo. Cet événement fut son plus beau souvenir personnel de reporter sportif. Il forme également les journalistes Arsène Vaillant et Armand Bachelier.
Luc Varenne meurt le 30 avril 2002 à l'âge de 88 ans. La cérémonie des funérailles s'est tenue en l'église Notre-Dame du Rosaire à Uccle le 4 mai 2002 suivie de l'incinération au Crématorium intercommunal de Bruxelles à Uccle.
Il est le père de deux filles, Christine née en 1947 et Françoise née en 1950.

## Cinéma
- 1956 : Le Circuit de minuit[5] d'Ivan Govar.

## Réception

### Distinctions
- Commandeur de l'ordre de Léopold II ;
- Chevalier de l'ordre de la Couronne ;
- Médaille d'or du Mérite sportif France.

Il est anobli avec le titre de chevalier par le roi Albert II en 1998. Sa devise est Paroles d'Honneur.

### Postérité
Luc Varenne a un stade qui porte son nom dans sa ville natale. Son inauguration a eu lieu en présence de Lilian Stanton, la veuve du journaliste. Ce stade est le théâtre en mai 2007, de la phase finale du championnat d'Europe de football des moins de 17 ans. C'est le stade du Royal Football Club Tournai, club de division 2 belge, issu de la fusion entre l'Union de Tournai et le Racing de Tournai.